# Pénitencier au Canada
Pour les articles homonymes, voir Pénitencier.
Un pénitencier au Canada est une prison sous la responsabilité du gouvernement fédéral du Canada. Les pénitenciers accueillent les personnes qui doivent purger une peine de deux ans ou plus. Les pénitenciers sont gérés par le Service correctionnel du Canada.
À son arrivée sous juridiction fédérale, le délinquant est soumis à une série de tests et d'évaluations, dans le but de lui attribuer une cote, afin de savoir à quel niveau de sécurité il correspond. Il existe différents classements de sécurité : la sécurité super-maximale, la sécurité maximale, la sécurité moyenne et la sécurité minimale. Les sentences pour meurtre sont automatiquement référées, minimalement, aux pénitenciers à sécurité maximale.
Il existe aussi au Canada des prisons provinciales, administrées par les provinces pour les personnes devant purger une peine de moins de deux ans.
Au Canada, le calcul du nombre de détenus un jour donné est le stock (38 000 personnes). Le calcul du nombre de détenus en détention durant une année est le flux (260 000 personnes). Le taux de personnes en incarcération est de 117 (certains documents incluent les détenus mineurs) à 140 détenus (seulement les détenus adultes) pour 100 000 habitants en 2010-2011.

## Quelques dates clés des droits des détenus au Canada auXXesiècle
(août 2014).
Si vous disposez d'ouvrages ou d'articles de référence ou si vous connaissez des sites web de qualité traitant du thème abordé ici, merci de compléter l'article en donnant les références utiles à sa vérifiabilité et en les liant à la section « Notes et références ».
- En 1948, entrée en vigueur de la Déclaration universelle des droits de l'homme, ratifiée par le Canada, qui ne contient pas d'éléments spécifiques aux détenus.
- En 1955, mise en place de règles minimales pour le traitement des détenus.
- En 1966, entrée en vigueur du Pacte des Nations unies sur les droits civils et politiques, ratifié par le Canada, qui demeure imprécis[3].
- En 1977, après de nombreuses émeutes, le gouvernement fédéral met en place un sous-comité, une étude et un rapport avec des recommandations comme le respect de la règle de droit en prison.
- En 1980, la Cour suprême du Canada vient préciser les droits des détenus dans les arrêts Martineau et Solosky c. La Reine.

1. Le principe de droit doit régner à l'intérieur des murs d'un pénitencier ;
2. Les détenus conservent tous leurs droits sauf ceux expressément mentionnés par la loi.

- En 1992, la Loi sur le système correctionnel et la mise en liberté sous condition met en place la reconnaissance des droits des détenus.
- En 2002, la Cour suprême du Canada déclare que la disposition dans la Loi électorale du Canada contrevient à la Charte canadienne des droits et libertés et que les détenus devraient avoir le droit de vote.

## Fonctionnement

### Encadrement et fouilles
Les détenus sont contrôlés régulièrement en prison. Plusieurs méthodes d'encadrement sont employées. La parole, la bonne distance, la plaisanterie (désamorcer les tensions), l'étiquette (politesse), les services rendus (privilèges), les principes prof-expériences (nouveau gardien avec un ancien) et les fouilles. Il existe quatre types de fouilles : discrète (détecteur de métal), par palpation, à nu et par examen des cavités corporelles. Si un détenu refuse, il sera placé en cellule sèche pour attendre une évacuation naturelle.

### Droit aux visites
Les détenus peuvent avoir des visites en détention. Il y a plusieurs types de droits de visites : 
- avec contact : permet un contact. Il n'y a pas de séparation ou de barrière ;
- avec séparation ou guichet : il y a une barrière physique et des trous dans la vitre ou un téléphone pour communiquer ;
- communautaire : Permis lors d'occasions spéciales. Tout le groupe de détenus en profite. Habituellement pour un événement culturel ou religieux ;
- familiale ou privée : c'est pour maintenir les liens familiaux car c'est le meilleur moyen pour la réinsertion. C'est une visite sans surveillance permanente pour leur laisser de l’intimité. Cela peut durer jusqu’à trois jours. Le personnel va régulièrement entrer en contact avec la famille. Les visites sont accordées d'avance et ce ne sont pas tous les détenus qui peuvent en bénéficier ;
- par vidéoconférence : au moyen d'un ordinateur du service correctionnel, le détenu peut communiquer avec des personnes pré-approuvées, ce type de visite demeure surveillé par le personnel du pénitencier ;

### Revenus
En ce qui a trait au fonctionnement de l'argent en détention, les détenus ont deux comptes personnels et un fonds de bienfaisance ;
- le compte courant : il sert à verser le salaire que les détenus perçoivent en travaillant ou en participant à des programmes. De plus, s'ils vendent des objets qu'ils ont fabriqué, l'argent va dans ce compte ;
- le compte épargne : il sert à déposer l'argent envoyé par la famille. Le pénitencier les force à épargner en déposant 10 % de leur revenu, cela servira lors de leur libération conditionnelle[5]. Ce compte peut servir à envoyer de l'argent à leur famille, à payer leurs impôts, des frais de scolarité. En résumé, tout ce qui est à l'extérieur de l'établissement ;
- le fonds (ou caisse) de bienfaisance est destiné aux activités sociales. Il y a 10 cents par jour de paye qui sont pris pour ces activités. Comme le repas de Noël, les activités de Pâques ou encore pour les enfants des détenus.

### Travail des détenus
Les détenus peuvent faire certains travaux à l'intérieur de l'établissement tel que du ménage dans certains secteurs, aider a préparer les repas en cuisine, faire les travaux de buanderie ou encore travailler dans un des industrie Corcan qui fabriquent différents objets.

## Établissements

### Atlantique
La région de l'Atlantique comprend le territoire des provinces de l'Île-du-Prince-Édouard, du Nouveau-Brunswick, de la Nouvelle-Écosse et de Terre-Neuve-et-Labrador. Elle regroupe les établissements suivants :
Un établissement à sécurité maximale :
- l'Établissement de l'Atlantique (en) (Nouveau-Brunswick).

Deux établissements à sécurité moyenne :
- l'Établissement de Springhill (en)  (Nouvelle-Écosse).

Trois établissements à sécurité multiple :
- le Pénitencier de Dorchester (Nouveau-Brunswick), qui comprend l'Établissement de Westmorland (en) avec lequel il est jumelé en 2014[7] ;
- l'Établissement Nova pour femmes (en) (Nouvelle-Écosse) ;

- le Centre de rétablissement Shepody (en) (Nouveau-Brunswick).

### Québec
La région du Québec se limite au territoire du Québec et compte un total de dix établissements.
Deux pénitenciers à sécurité maximale (pour hommes) s'y trouvent :
- l'Établissement de Donnacona pour détenus présentant un risque pour le personnel, les autres détenus et la société. Cet établissement est notamment connu pour avoir abrité des prisonniers venant de deux organisations criminelles importantes dans l'histoire criminel du Québec : les Hells Angels et les Rock Machine ;
- l'Établissement de Port-Cartier (en). Ce pénitencier a été longtemps à sécurité maximum détenant majoritairement des délinquants sexuels. 48 % des personnes avaient une sentence à vie ;

Ces établissements hébergent des détenus qui nécessitent des besoins accrus de sécurité, soit parce qu'ils représentent un risque élevé d'évasion, un risque élevé pour la population et le personnel ou parce qu'ils ont un besoin élevé d'adaptation au milieu carcéral.
Trois établissements à sécurité moyenne (pour hommes) :
- l'Établissement de Cowansville ;
- l'Établissement Drummond ;
- l'Établissement de La Macaza (en) ;

Ces établissements hébergent des détenus qui nécessitent des mesures de sécurité standard, un risque moyen à élevé d'évasion, ainsi qu'une menace modérée pour la population civile et le personnel.
Quatre établissements à sécurité multiple (pour hommes) :
- l'Établissement Archambault ;
- le Centre fédéral de formation ;
  - comprend l'Établissement Montée Saint-François avec lequel il a jumelé en 2014[9] ;

En plus de comporter les caractéristiques d'un établissement à sécurité moyenne, ces établissements hébergent des détenus ne nécessitant pas de mesures de sécurité accrues, représentant un risque faible d'évasion, une faible menace pour la population et le personnel, ainsi qu'une bonne adaptation en population. Ils accueillent majoritairement des détenus qui seront libérés prochainement et offre des mesures visant à faciliter leur réinsertion sociale dans la société à court et moyen terme.
- le Centre régional de santé mentale (CRSM), situé à l'intérieur de l'unité à sécurité moyenne de l'Établissement Archambault [10];
- le Centre régional de réception (CRR), qui partage un complexe avec l'Unité spéciale de détention (USD) sur le terrain de l'Établissement Archambault, seul établissement de niveau de sécurité super-maximale au Canada. Cette unité loge les détenus jugés très dangereux, qui représentent une menace certaine pour la population civile et les employés du Service correctionnel du Canada (menace à la sécurité nationale, risque très élevé d'évasion, agression d'un agent de la paix, etc.). L'USD a pour but de protéger la population et d'isoler ses individus tout en les préparant à réintégrer un établissement à sécurité maximale. La plupart des détenus qui y séjournent n'y sont là que temporairement.

Un établissement à sécurité multiple (pour femmes) :
- l'Établissement Joliette pour femmes (en), seul pénitencier pour femmes au Québec.

### Ontario
La région de l'Ontario se limite au territoire de l'Ontario, à l'exception du nord-ouest de la province, et compte sept établissements. La grande majorité des établissements se situent dans la région de Kingston, à proximité de l'ancien pénitencier de Kingston, célèbre pour ses émeutes. Ce pénitencier, fermé en 2013, abritait une clientèle particulière et 40 % des détenus y purgeaient une sentence à vie.
Un établissement à sécurité maximale (pour hommes) s'y trouve :
- l'Établissement de Millhaven (en).

Deux établissements à sécurité moyenne (pour hommes) :
- l'Établissement de Bath ;
- l'Établissement de Warkworth (en).

Trois établissements à sécurité multiple (pour hommes) :
- l'Établissement de Collins Bay, qui constitue le plus vieux pénitencier ontarien, il est majoritairement occupé de personnes ayant des peines longues et des sentences à vie ;
  - comprend l'Établissement Frontenac, avec lequel il est jumelé depuis 2013 [12];
- l'Établissement de Joyceville (en) ;
  - comprend l'Établissement Pittsburgh, avec lequel il est jumelé depuis 2014 [13];
- l'Établissement de Beaver Creek (en), où les prisonniers sont très nombreux à sortir pour aller travailler, faire du bénévolat ou suivre des programmes, ils sont généralement à la fin de leur peine et jouissent de beaucoup d'autonomie ;
  - comprend l'Établissement de Fenbrook (en), avec lequel il est jumelé.

Un établissement à sécurité multiple (pour femmes) :
- l'Établissement pour femmes Grand Valley (en), est conçu en unités où il y a des salles d'étude, une à deux salles de bain, une cuisine, etc.

### Prairies
La région des Prairies comprend le Manitoba, la Saskatchewan, l'Alberta, le nord-ouest de l'Ontario ainsi que les Territoires du Nord-Ouest. Elle regroupe les établissements suivants :
Un établissement à sécurité maximale (pour hommes) :
- l'Établissement d'Edmonton (en) (Alberta).

Un établissement à sécurité moyenne (pour hommes) :
- l'Établissement de Grande Cache (en) (Alberta).

Deux établissements à sécurité moyenne et minimale (pour hommes) :
- l'Établissement de Bowden (en) (Alberta) ;
- l'Établissement de Drumheller (en) (Alberta).

Trois établissements à sécurité minimale (pour hommes) :
- le Centre Grierson (en) (Alberta) ;
- le Centre Pê Sâkâstêw (Alberta) ;
- le Pavillon de ressourcement Willow Cree (Saskatchewan).

Trois établissements à sécurité minimale, moyenne et maximale (pour hommes) :
- le Pénitencier de la Saskatchewan (en) (Saskatchewan) ;
  - comprend l'Établissement Riverbend (Saskatchewan), avec lequel il est jumelé depuis 2014[15].
- l'Établissement de Stony Mountain (en) (Manitoba) ;
  - comprend l'Établissement de Rockwood (en) (Manitoba), avec lequel il est jumelé[16] ;

- le Centre psychiatrique régional) (en) (Saskatchewan).

Deux établissements à sécurité multiple (pour femmes) :
- l'Établissement Edmonton pour femmes (Alberta) ;
- le Pavillon de ressourcement Okimaw Ohci pour femmes (Saskatchewan).

### Pacifique
La région du Pacifique comprend la Colombie-Britannique et le Yukon et compte huit établissements.
Un établissement à sécurité maximale (pour hommes) :
- l'Établissement de Kent (en) (Colombie-Britannique).

Deux établissements à sécurité moyenne (pour hommes) :
- l'Établissement de Matsqui (en) (Colombie-Britannique) ;
- l'Établissement Mountain (en) (Colombie-Britannique).

Un établissement à sécurité minimale (pour hommes) :
- l'Établissement William Head (en) (Colombie-Britannique).

Deux établissements à sécurité multiple (pour hommes) :
- l'Établissement de Mission (en) (Colombie-Britannique) ;
  - comprend l'Établissement de Ferndale (en) (Colombie-Britannique), avec lequel il est jumelé depuis 2014[18] ;

- l'Établissement du Pacifique et Centre régional de traitement (Colombie-Britannique).

Un établissement pour autochtones à sécurité minimale :
- le Village de guérison Kwìkwèxwelhp (Colombie-Britannique).

Un établissement à sécurité multiple (pour femmes) :
- l'Établissement de la vallée du Fraser (Colombie-Britannique).

### Établissements résidentiels communautaires (ERC)
- Annexe du Centre Carlton ;
- Centre correctionnel communautaire Carleton ;
- Bureau administratif des services correctionnels communautaires ;
- Centre correctionnel communautaire de Hamilton ;
- Centre correctionnel communautaire Hochelaga ;
- Centre correctionnel communautaire Keele ;
- Bureau sectoriel des Laurentides et Centre correctionnel communautaire Laferrière ;
- Bureau sectoriel de Québec et Centre correctionnel communautaire Marcel-Caron ;
- Centre correctionnel communautaire Martineau ;
- Centre correctionnel communautaire Ogilvy ;
- Centre correctionnel communautaire Osborne ;
- Centre correctionnel communautaire Oskana ;
- Centre correctionnel communautaire Parrtown ;
- Centre correctionnel communautaire Portsmouth ;
- Centre correctionnel communautaire Sherbrooke ;
- Centre de ressourcement Stan Daniels ;
- Centre correctionnel communautaire St. John's ;
- Bureau sectoriel du Centre correctionnel communautaire Sumas.